# Colons et intérêts allemands en Amérique latine
Pour un article plus général, voir Colonies allemandes.
La présence des colons et intérêts allemands en Amérique latine est fort ancienne puisqu'elle remonte au XVIe siècle et à l'époque de Charles Quint mais les premières tentatives de colonisation allemande aux Amériques – au Venezuela (en allemand Klein-Venedig, soit « Petite Venise » en français), au Guyana ainsi que dans les îles de Saint-Thomas et Tortola aux Antilles – se soldent toutes par des échecs.

## Premières colonies auxXVIeetXVIIesiècles
En 1528, la famille Welser, riches patriciens d'Augsbourg, reçut de l'Empereur germanique et Roi d'Espagne Charles Quint le droit de coloniser une dotation dont le territoire couvrait l'actuel Venezuela comme gage d'un important emprunt personnel. Bartholomé Welser envoya immédiatement une expédition financée sur fonds propres vers ce territoire, Ambrosius Ehinger étant choisi pour le poste de gouverneur de la colonie. Il se dirige pour la côte vénézuélienne et débarque le 24 février 1529 à Coro. Là, il explore l'intérieur du pays à la recherche de la légendaire ville d'El Dorado. D'autres gouverneurs allemands suivirent : Nikolaus Federmann, Georg von Speyer et Philipp von Hutten – chacun s'engageant principalement dans la recherche de l'or – mais dix-sept ans après sa constitution, la dotation de Welser fut révoquée, en partie à cause de l'extrême brutalité des colons allemands envers les Indiens. En 1556, à la suite des difficultés financières que commença à connaître la famille Welser, la colonie est définitivement abandonnée. D'autres expéditions allemandes, financées par des fonds privés, participèrent encore par la suite à la recherche du mythique Eldorado sans toutefois avoir pour conséquence une implantation coloniale permanente en Amérique du Sud.
Au cours de ses pérégrinations, Federmann traversa la Cordillère des Andes à Bogota et entra en conflit avec Sebastián de Belalcázar et Gonzalo Jiménez de Quesada pour le contrôle de cette région. Des migrants allemands ainsi qu'environ quatre mille esclaves africains furent amenés pour travailler dans les plantations de canne à sucre.
Au cours du XVIIe siècle, le Prince-électeur du Brandebourg – qui devient par la suite le royaume de Prusse – tenta d'établir des colonies sur les îles antillaises de Saint-Thomas et Tortola. Cependant, ces possessions seront perdues respectivement au profit des Danois et des Néerlandais.

## La diaspora allemande en Amérique du Sud auXIXesiècle
« Dans l'expansion européenne hors d'Europe, les Allemands sont des tard-venus. Leur rôle est mince en Amérique latine avant le somptueux inventaire d'Alexandre von Humboldt. C'est une Allemagne inquiète, intelligente, de tradition piétiste, libérale ou démocratique qui aborde, conquiert et métamorphose, dès 1820, les régions marginales ou enclavées d'États latino-américains inachevés. »

— Jean-Pierre Blancpain, Migrations et mémoire germaniques en Amérique latine à l'époque contemporaine : contribution à l'étude de l'expansion allemande outre-mer (Note de l'éditeur)

### Le voyage d'Alexandre von Humboldt

L'expédition américaine d'Alexandre von Humboldt (1799-1804).

En 1799, le naturaliste Alexandre von Humboldt, accompagné du Français Aimé Bonpland et appuyé par les souverains espagnols se lance dans une exploration approfondie de l'Orénoque, du Canal de Casiquiare et d'une partie de l'Amazone puis des Andes péruviennes et du Mexique. Ses importants travaux géographiques servent de base documentaire pour les colons allemands qui le suivent ensuite en Amérique du Sud.
À la suite des voyages exploratoires de von Humboldt, d'importantes communautés de colons allemands, encouragées par l'impératrice Marie-Léopoldine d'Autriche, viennent s'établir dans les anciennes colonies espagnoles au début du XIXe siècle, en particulier après les guerres d'indépendance, ainsi qu'au Brésil.

### Brésil

#### Du début duXIXesiècleà la naissance de l'Empire allemand

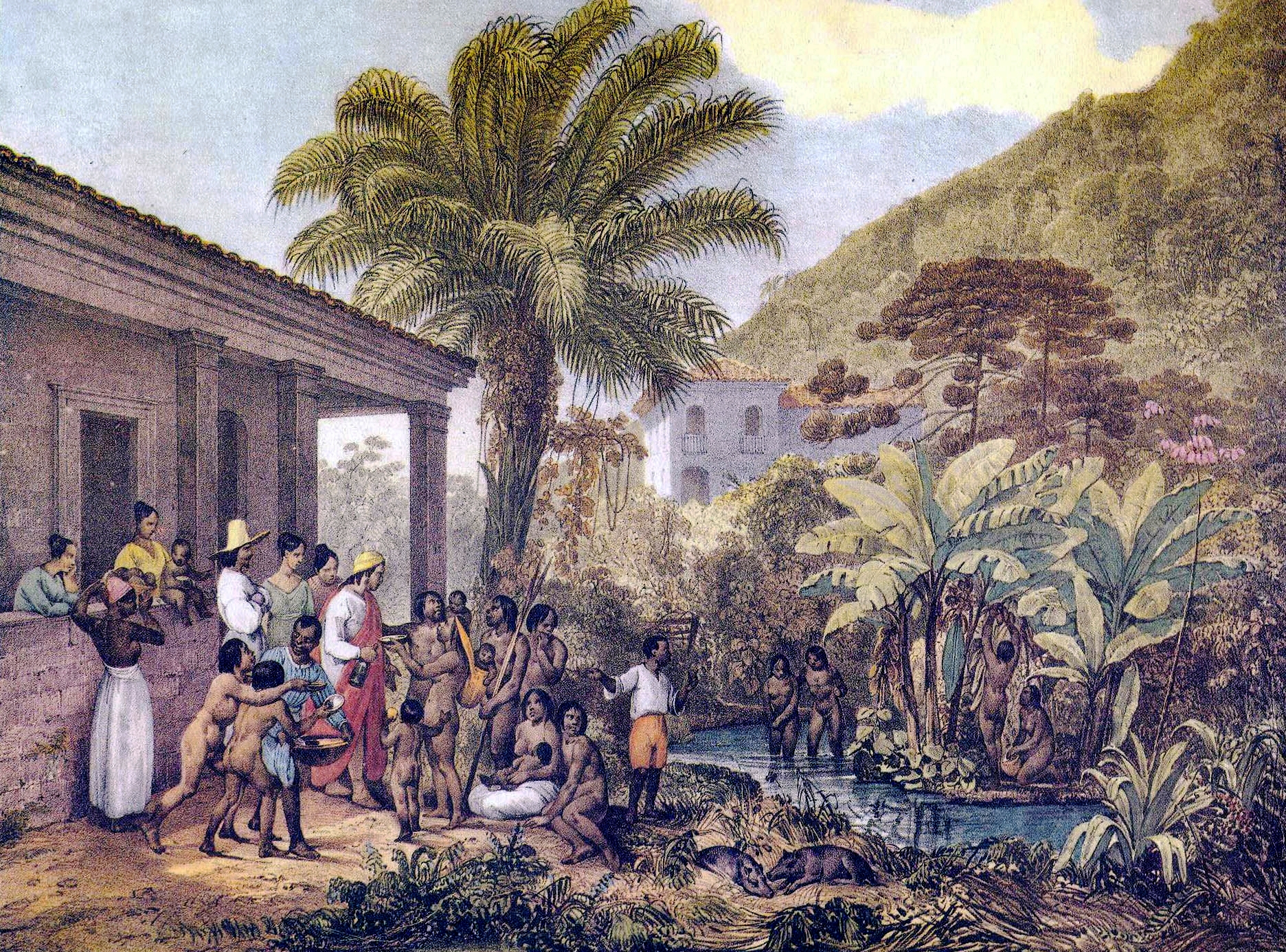
Œuvre du peintre allemand J.M. Rugendas dépeignant une visite d'Indiens dans une fazenda de la province du Minas Gerais (1824).

Les premiers colons allemands vinrent s'établir au Brésil dès 1818, y fondant la colonie de Léopoldina (du nom de Marie-Léopoldine d'Autriche) sur les rives du Peruhipe, dans la partie sud de la province de Bahia. Les fièvres y firent des ravages terribles parmi les émigrés mais grâce à leur travail et à celui des esclaves, les survivants parvinrent cependant à la faire prospérer. Ce premier mais laborieux succès amena la création de la colonie de Philadelphie, établie sur les rives du Maucuri, dans la province du Minas Gerais. D'autres colons allemands s'installèrent sur les longues côtes d'Espirito Santo et d'autres encore vinrent également s'établir dans la province de Rio de Janeiro et notamment dans la Nova Friburgo (Nouvelle Fribourg) fondée par des Suisses romands. Mais les colonies les plus prospères furent installées dans les deux provinces méridionales de Santa Catarina et du Rio Grande do Sul notamment en raison du climat plus tempéré de ces régions.
Le peintre allemand Johann Moritz Rugendas (1802-1858) effectua dans les années 1820 un voyage en Amérique latine, et notamment au Brésil, dont il ramena de nombreuses toiles dépeignant la vie dans les plantations et colonies agricoles.   

#### Au temps de l'Empire allemand (1871-1914)

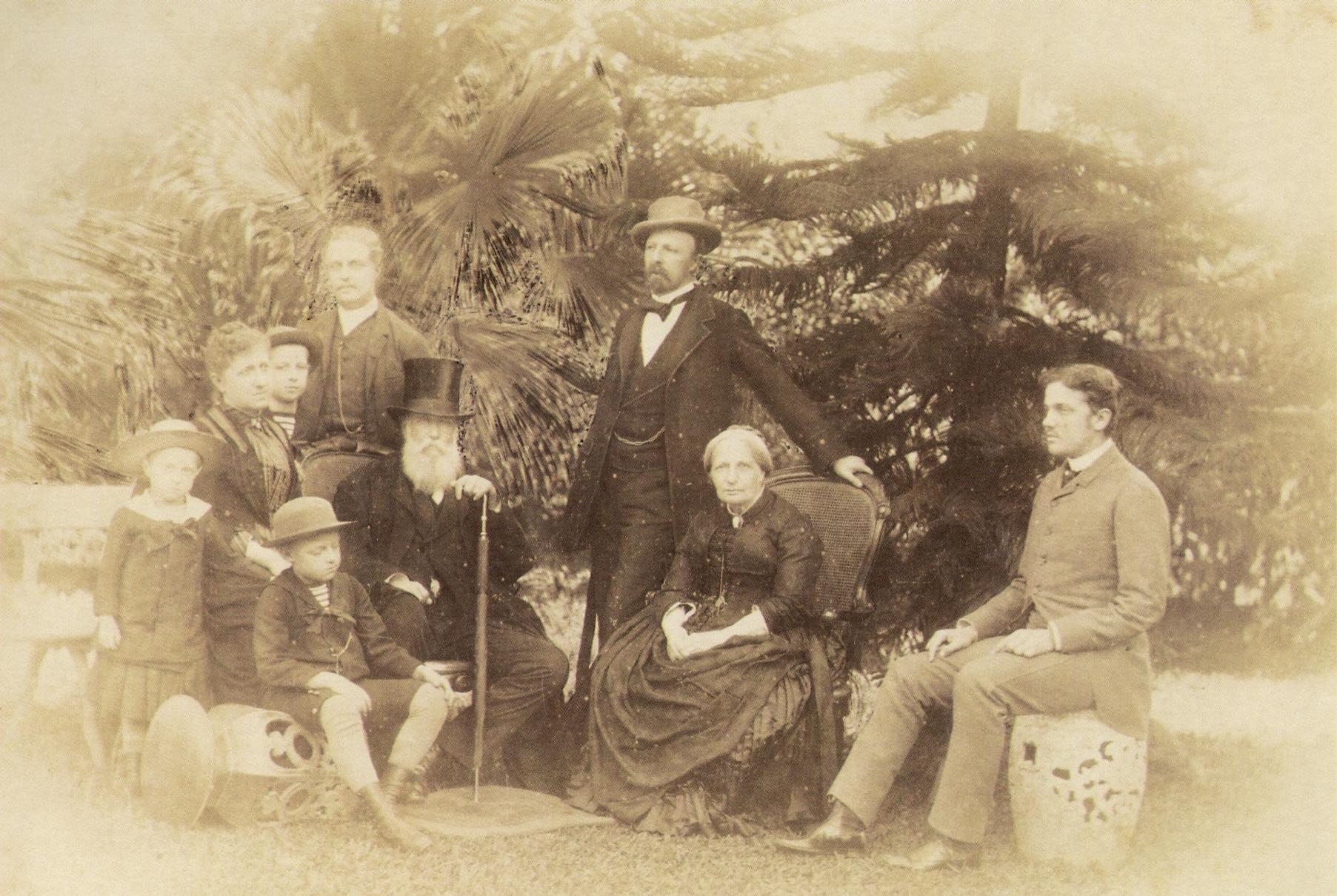
L'Empereur Pedro II du Brésil et sa famille, photographié en 1887. La Cour et la famille impériale se montrèrent très favorables aux projets de colonisation allemands.

À la fin des années 1880, on comptait quelque 90 000 Allemands sur une population de 580 000 personnes dans la province du Rio Grande do Sul  et 60 000 dans celle de Santa Catarina pour une population de 200 000 habitants. Le nombre total d'Allemands établis au Brésil était quant à lui estimé à 210 000. L'importante colonie de São Francisco, subsidiée tant par l'État que par des investisseurs privés et bénéficiant d'un excellent port, se spécialisa quant à elle dans la production et l'exportation du maté.
Les sociétés coloniales allemandes de lobbying et d'investissements qui jouèrent un rôle primordial dans la création de l'Empire colonial allemand remplirent ici aussi leur rôle, en gagnant notamment l'empereur Pedro II et son entourage à leurs projets. C'est ainsi qu'une société de Hambourg racheta d'importants domaines à Dona Francisca, la sœur du souverain, dans la province de Santa Catarina, domaine agrandi par la suite de nouvelles acquisitions de terres auprès de l'État brésilien. Des sociétés et des ouvriers et ingénieurs allemands prirent également part au développement du réseau ferroviaire local, notamment dans la région de Porto Alegre. Les Allemands fondèrent aussi au Brésil de très nombreuses maisons de commerce, d'import-export et même des banques qui contribuèrent grandement au développement économique du pays.

### La présence allemande dans les anciennes colonies espagnoles

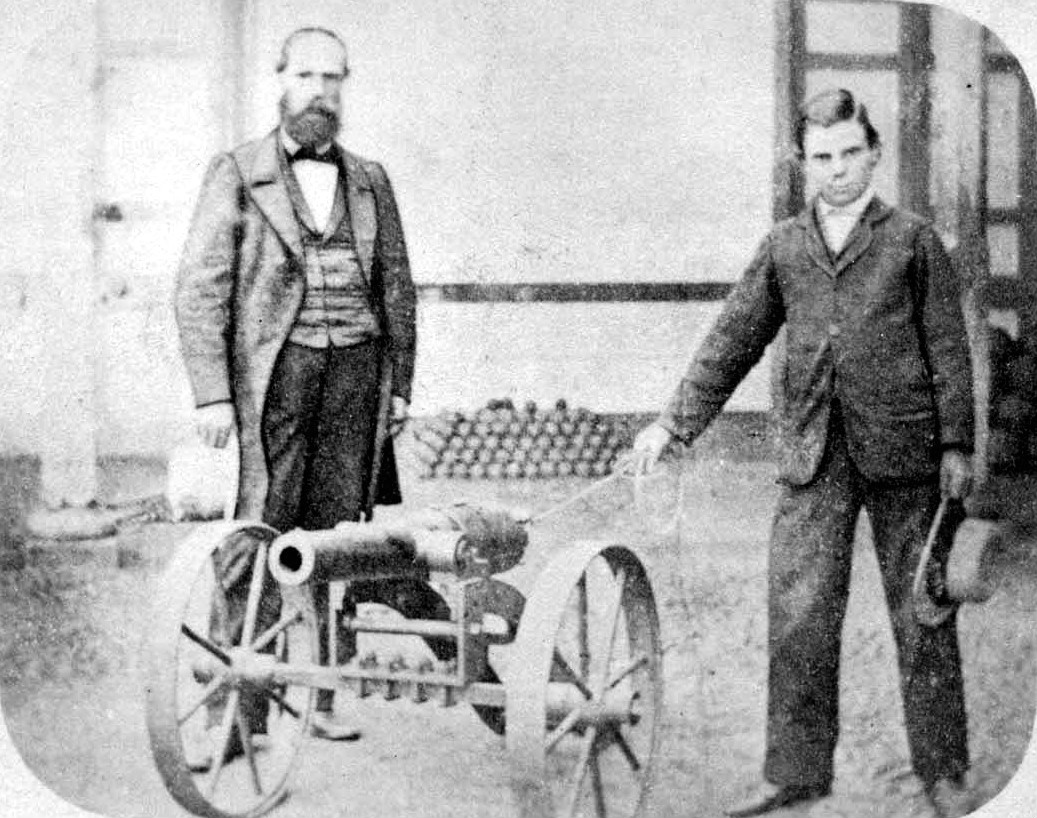
Karl Flach et son fils au Chili. Cet ingénieur allemand construisit deux sous-marins à propulsion musculaire pour la flotte chilienne dans les années 1860.

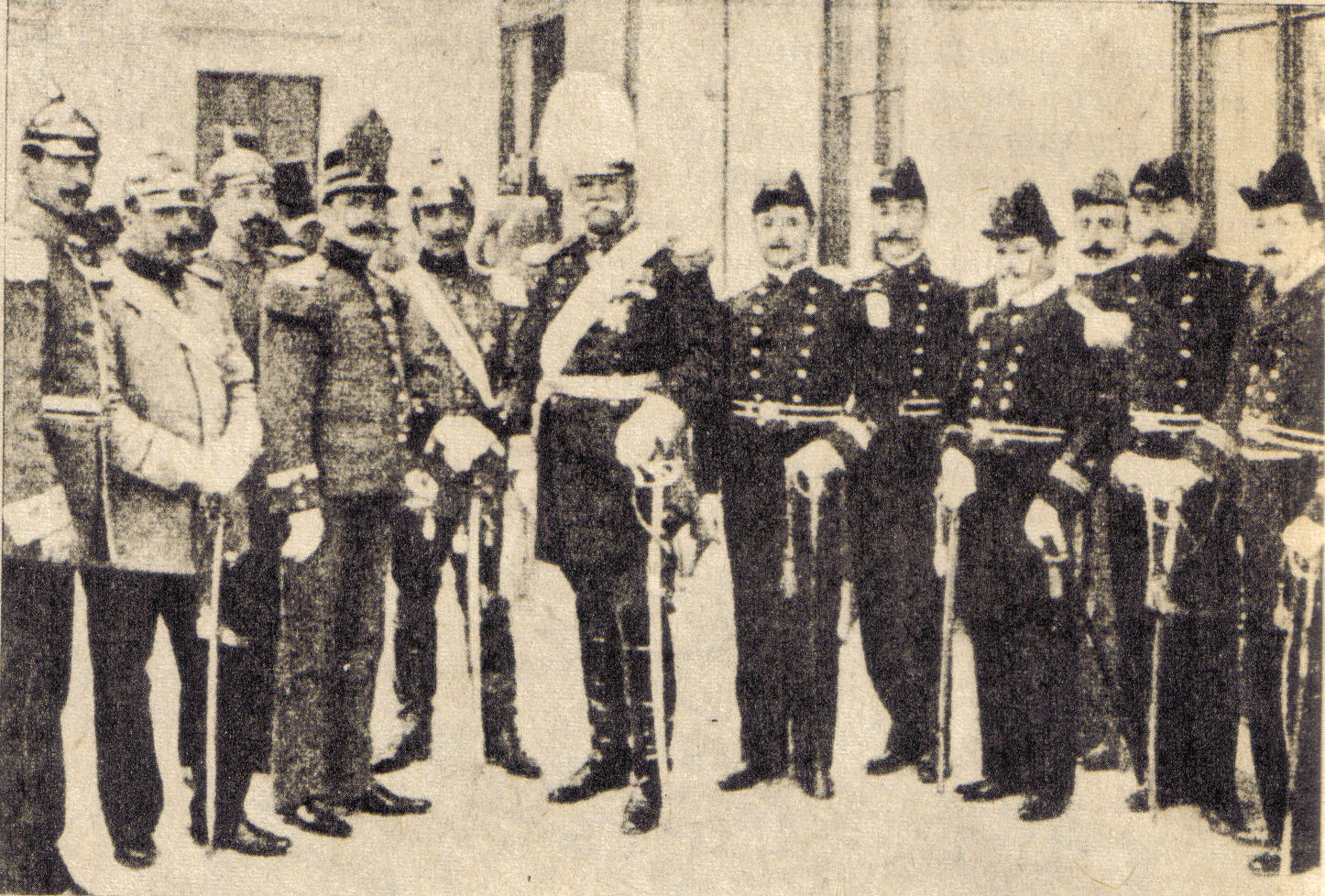
Le Général Emil Körner, commandant en chef de l'armée chilienne de 1900 à 1910.

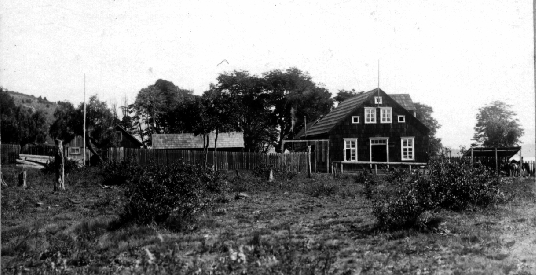
La Alemana une maison de commerce allemande établie en Argentine en 1895.

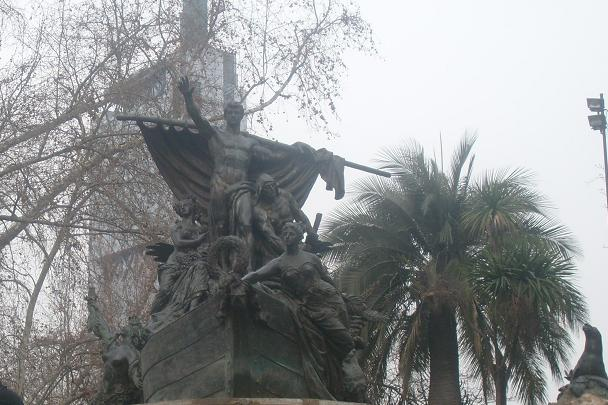
Monument aux colons allemands dans le Parque Forestal de Santiago du Chili.

En 1843, un premier groupe de colons allemands, conseillés par Humboldt, vint s'installer au Venezuela, à la Colonia Tovar, sur des terres propices à la culture mais les maladies épidémiques rendirent une nouvelle fois très difficiles les débuts de cette nouvelle implantation. La situation s'améliora cependant et de nouveaux immigrants vinrent se joindre aux pionniers : en 1881, on comptait 1 171 Allemands dans cette colonie vénézuélienne.
Vers 1890, ce sont les frères Gregorio et Emilio Breindenbach Feussner (de la région d'Erfurtshausen, en Hesse) qui décident de se séparer car ces terres offrent les conditions idéales pour les travaux agricoles. El Jarillo a été fondée le 14 novembre 1890. La ville est irrégulièrement répartie sur un versant semi-montagneux, avec de petites savanes en pente et des falaises abruptes qui rappellent la belle géographie andine. L'activité économique principale est l'agriculture, principalement la plantation de pêchers.
Des Allemands allèrent aussi s'établir en grand nombre en Argentine, au Chili et en Paraguay. Au Chili, ils constituaient la principale communauté d'émigrés européens, gérant de nombreux établissements commerciaux à Valparaíso. Mais les colons se concentrèrent surtout dans les provinces de Valdivia et de Llanquihue où ils forment la partie la plus active et la plus aisée de la population : dès 1858, deux mille colons arrivés de Hambourg, des bords du Rhin et de la Forêt Noire, y fondèrent une colonie qui s'étendit très largement. En 1895, Karl (Carlos) Wiedherhold, un commerçant allemand venu du sud du Chili fonda à Bariloche une maison baptisée La Alemana dont le bâtiment préservé est devenu aujourd'hui le Centro Cívico de Bariloche.
Il ne fut évidemment pas question pour Berlin d'imposer aux jeunes états indépendants d'Amérique du Sud une quelconque forme de protectorat impérial sur ces colonies comme l'Allemagne le fit en Chine ni à plus forte raison la présence de contingents militaires. Cependant, le gouvernement impérial dépêcha vers eux de nombreuses missions militaires, fort du prestige conféré par la victoire de 1870 sur la France, ces missions contribuant à l'instruction, à l'encadrement et à la modernisation des forces armées et même dans une moindre mesure de forces navales de ces pays - au plus grand profit du complexe militaro-industriel allemand alors en plein développement. C'est ainsi que le général Emil Körner assura la formation des forces de la Junte pendant la guerre civile chilienne de 1891, assumant par la suite les fonctions de commandant suprême de l'armée chilienne entre 1900 et 1910. De même, Hans Kundt fut envoyé en 1911 à la tête d'une mission militaire en Bolivie, pays dont il assurera le commandement en chef des forces armées pendant la guerre du Chaco dans les années 1930.
L'influence politique allemande était si importante dans la région à l'époque qu'à la suite de la signature du traité fixant les frontières entre le Chili et l'Argentine en 1881, ce fut la société cartographique Justus Perthes de Gotha qui fut chargée d'établir les cartes définitives de la partie méridionale du continent sud-américain (le Stielers Handatlas).

## Les colonies allemandes en Amérique centrale auXIXesiècle

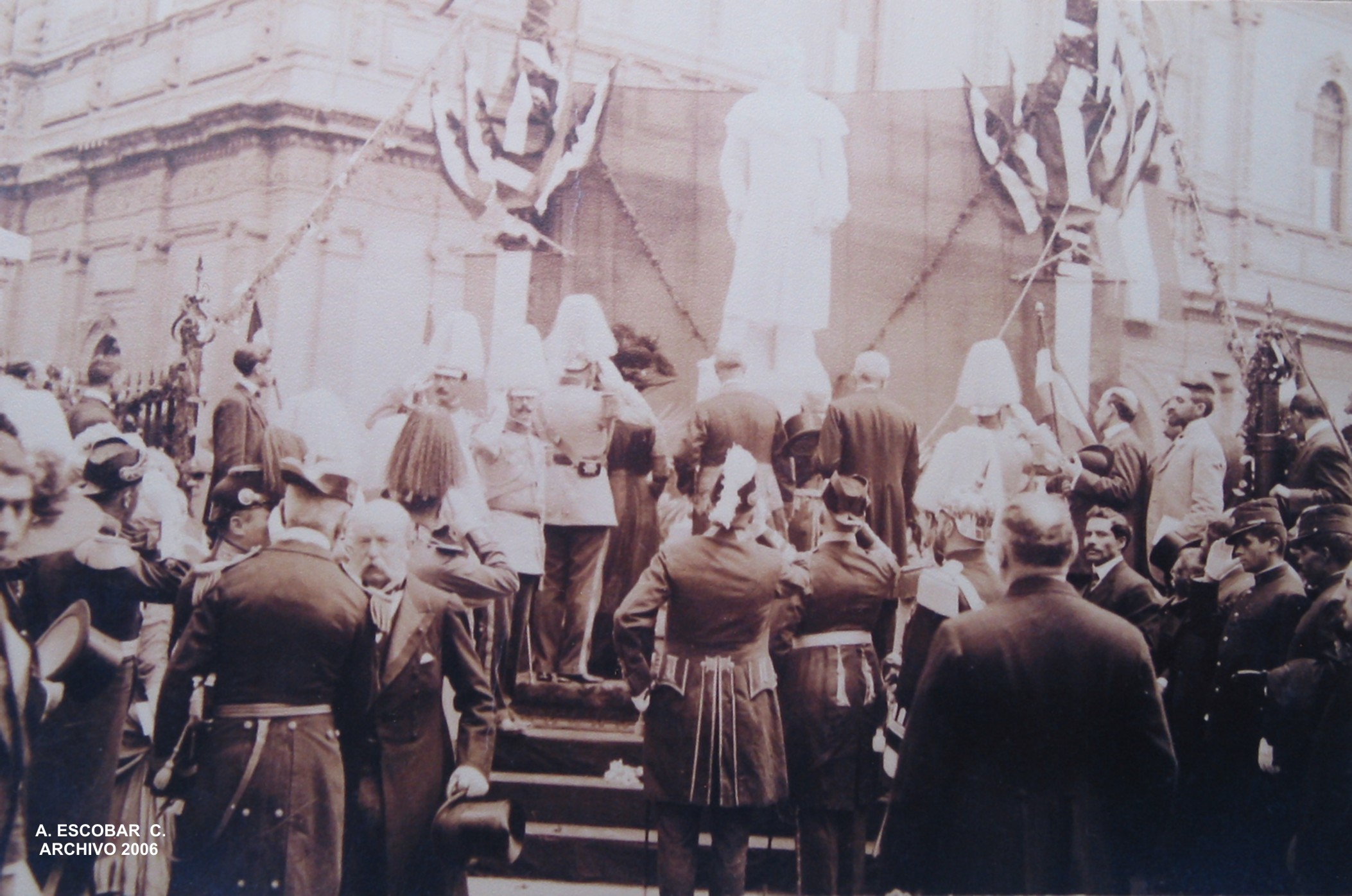
Inauguration d'une statue à la mémoire d'Alexandre von Humboldt au Mexique par une délégation allemande à l'occasion du centenaire de la proclamation d'indépendance (1810).

La présence allemande en Amérique centrale, et en particulier au Mexique fut nettement moins importante, tant en raison de sa géographie et de son climat, qui ne favorisaient guère la colonisation agricole, qu'en raison de l'instabilité politique qui découragea les migrants qui se réfugièrent aux États-Unis. Par contre, celles de maisons commerciales et de banques le fut nettement plus, en particulier lorsque les autorités mexicaines, soucieuses de contrecarrer l'influence des États-Unis, se tournèrent vers l'Europe pour trouver une source alternative d'investissements, principalement vers la Grande Bretagne et l'Allemagne. Des conseillers militaires allemands furent aussi impliqués dans la Révolution mexicaine de 1910.
Au Guatemala, une importante communauté allemande, attirée par la culture du café, s'était établie à Cobán et Alta Verapaz et y perdura un siècle entier, entre 1840 et 1940, mais à la suite des pressions des États-Unis, la plupart des colons ont été expulsés par le gouvernement dans les années 1940. Des Allemands sont arrivés dans le reste de l'Amérique centrale dans des pays comme le Nicaragua et le Costa Rica. Au Nicaragua, ils se sont installés à Matagalpa, Esteli et Jinotega où subsistent de nombreux les Nicaraguayens d'origine allemande ; au Costa Rica, ils s'établirent à Cartago et San José.